# 22477 Julimacoraor
22477 Julimacoraor è un asteroide della fascia principale. Scoperto nel 1997, presenta un'orbita caratterizzata da un semiasse maggiore pari a 2,5617909 UA e da un'eccentricità di 0,1182435, inclinata di 2,88330° rispetto all'eclittica.